# Spotsylvania Courthouse
Spotsylvania Courthouse – jednostka osadnicza w Stanach Zjednoczonych, w stanie Wirginia, siedziba administracyjna hrabstwa Spotsylvania.